# Науклея Дидерриха
Науклея Дидерриха (лат. Nauclea diderrichii) — вид крупных тропических деревьев семейства Мареновые (Rubiaceae).
Произрастает в экваториальных лесах тропической Африки на территории Кот-д’Ивуара, Гвинеи, Либерии, Ганы, Нигерии, Камеруна, Конго и Мозамбика. Несмотря на широкое распространение в дикой природе, вид распределён рассеяно, встречается в гуще вечнозелёных лесов, на высотах до 800 метров над уровнем моря. 
Дерево гигантских размеров, достигающее в высоту 30 метров. Является источником ценной породы древесины, называемой билинга. 
Международный союз охраны природы в 1996 году поместил этот вид в категорию видов, находящихся в уязвимом положении.